# Renisus
A Relação Nacional de Plantas Medicinais de Interesse ao SUS (RENISUS) é uma lista constituída de 71 espécies vegetais com potencial de gerar produtos úteis para o Sistema de Saúde Único.
Conta com parceria de grupos colaboradores constituídos por pesquisadores, pós-graduandos e graduandos, com conhecimento na área de plantas medicinais, de Instituições de Ensino das diversas regiões do país.
O RENISUS surgiu em 2009 apresentando plantas medicinais com potencial para gerar produtos de interesse ao SUS.

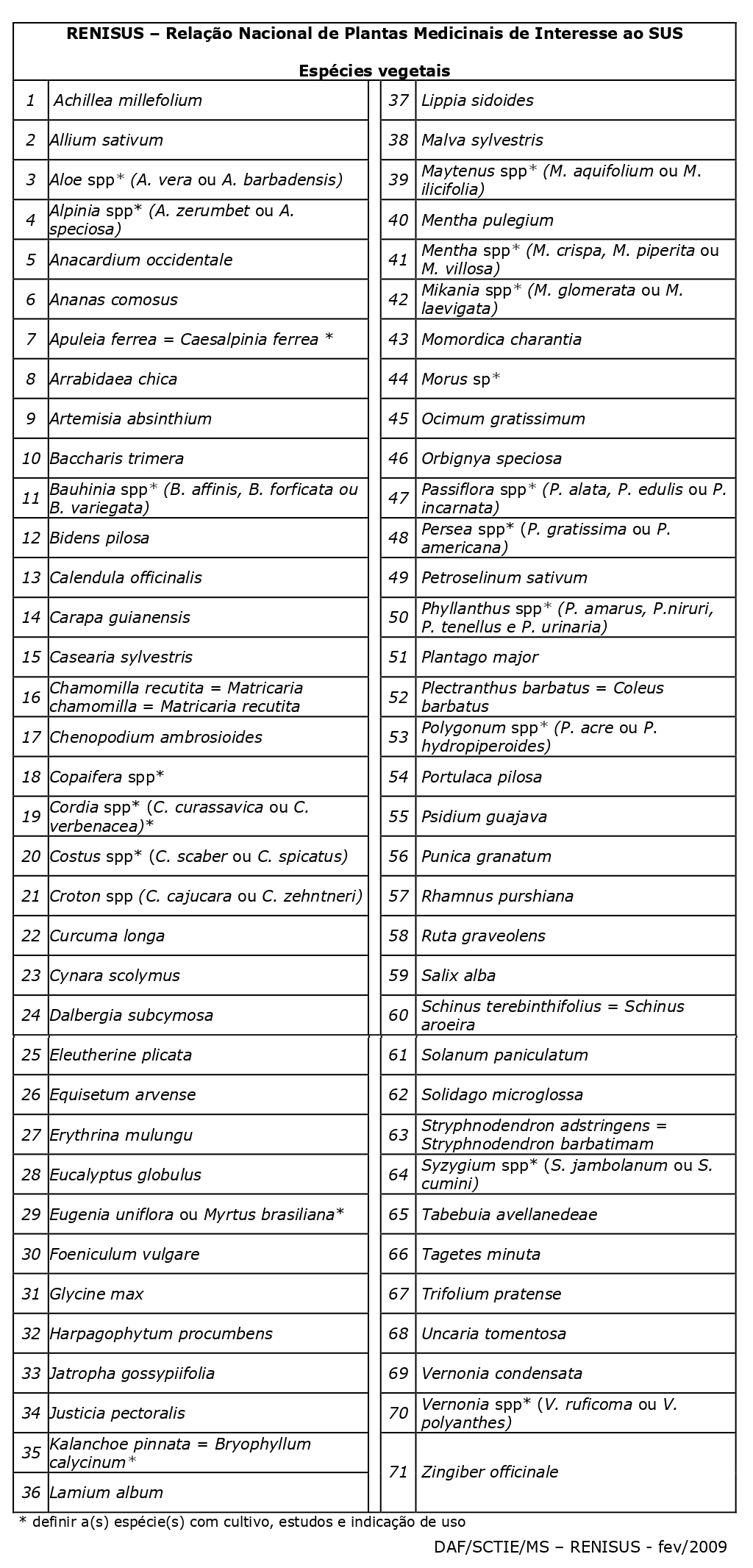
Lista de espécies vegetais presentes no RENISUS [https://www.gov.br/saude/pt-br/composicao/sctie/daf/pnpmf/ppnpmf/arquivos/2014/renisus.pdf

A principal finalidade da lista é orientar pesquisas que auxiliem na elaboração de embasamento científico de fitoterápicos disponíveis para uso da população, com segurança e eficácia para o tratamento de determinada doença.
Algumas plantas presentes no RENISUS também se encontram no RENAME (Relação Nacional de Medicamentos Essenciais) , que contempla os medicamentos e insumos disponibilizados no SUS, além de determinados medicamentos de uso hospitalar e outros insumos para saúde. 
Os fitoterápicos ofertados pelo RENAME são:
| Nome científico - nome popular                               | Concentração/composição                                                                                 | Forma farmacêutica                | Nativa ou exótica | Presente no RENISUS? |
| Aloe vera (L.) Burm. f. - babosa                             | 10%-70% gel fresco                                                                                      | creme                             | Exótica           | SIM                  |
| Aloe vera (L.) Burm. f. - babosa                             | 10%-70% gel fresco                                                                                      | gel                               | Exótica           | SIM                  |
| Cynara scolymus L. - alcachofra                              | 24 a 48 mg de derivados de ácido cafeoilquínico expressos em ácido clorogênico (dose diária)            | cápsula                           | Exótica           | SIM                  |
| Cynara scolymus L. - alcachofra                              | 24 a 48 mg de derivados de ácido cafeoilquínico expressos em ácido clorogênico (dose diária)            | comprimido                        | Exótica           | SIM                  |
| Cynara scolymus L. - alcachofra                              | 24 a 48 mg de derivados de ácido cafeoilquínico expressos em ácido clorogênico (dose diária)            | solução oral                      | Exótica           | SIM                  |
| Cynara scolymus L. - alcachofra                              | 24 a 48 mg de derivados de ácido cafeoilquínico expressos em ácido clorogênico (dose diária)            | tintura                           | Exótica           | SIM                  |
| Glycine max (L.) Merr. - isoflavona-de-soja                  | 50 a 120 mg de isoflavonas (dose diária)                                                                | cápsula                           | Exótica           | SIM                  |
| Glycine max (L.) Merr. - isoflavona-de-soja                  | 50 a 120 mg de isoflavonas (dose diária)                                                                | comprimido                        | Exótica           | SIM                  |
| Harpagophytum procumbens DC ex Meissen. - garra-do-diabo     | 30 a 100 mg de harpagosídeo ou 45 a 150 mg de iridoides totais expressos em harpagosídeos (dose diária) | cápsula                           | Exótica           | SIM                  |
| Harpagophytum procumbens DC ex Meissen. - garra-do-diabo     | 30 a 100 mg de harpagosídeo ou 45 a 150 mg de iridoides totais expressos em harpagosídeos (dose diária) | comprimido                        | Exótica           | SIM                  |
| Harpagophytum procumbens DC ex Meissen. - garra-do-diabo     | 30 a 100 mg de harpagosídeo ou 45 a 150 mg de iridoides totais expressos em harpagosídeos (dose diária) | comprimido de liberação retardada | Exótica           | SIM                  |
| Maytenus illicifolia Mart. ex Reissek- espinheira-santa      | 60 a 90 mg taninos totais expressos em pirogalol (dose diária)                                          | cápsula                           | Nativa            | SIM                  |
| Maytenus illicifolia Mart. ex Reissek- espinheira-santa      | 60 a 90 mg taninos totais expressos em pirogalol (dose diária)                                          | tintura                           | Nativa            | SIM                  |
| Maytenus illicifolia Mart. ex Reissek- espinheira-santa      | 60 a 90 mg taninos totais expressos em pirogalol (dose diária)                                          | suspensão oral                    | Nativa            | SIM                  |
| Maytenus illicifolia Mart. ex Reissek- espinheira-santa      | 60 a 90 mg taninos totais expressos em pirogalol (dose diária)                                          | emulsão oral                      | Nativa            | SIM                  |
| Mentha x piperita L. - hortelã                               | 60 a 440 mg de mentol e 28 a 256 mg de mentona (dose diária)                                            | cápsula                           | Exótica           | SIM                  |
| Mikania glomerata Spreng. - guaco                            | 0,5 a 5 mg de cumarina (dose diária)                                                                    | tintura                           | Nativa            | SIM                  |
| Mikania glomerata Spreng. - guaco                            | 0,5 a 5 mg de cumarina (dose diária)                                                                    | xarope                            | Nativa            | SIM                  |
| Mikania glomerata Spreng. - guaco                            | 0,5 a 5 mg de cumarina (dose diária)                                                                    | solução oral                      | Nativa            | SIM                  |
| Plantago ovata Forssk. - plantago                            | 3 a 30 g (dose diária)                                                                                  | pó para dispersão oral            | Exótica           | NÃO                  |
| Rhamnus purshiana DC. - cáscara-sagrada                      | 20 a 30 mg de derivados hidroxiantracênicos expressos em cascarosídeo A (dose diária)                   | cápsula                           | Exótica           | SIM                  |
| Rhamnus purshiana DC. - cáscara-sagrada                      | 20 a 30 mg de derivados hidroxiantracênicos expressos em cascarosídeo A (dose diária)                   | tintura                           | Exótica           | SIM                  |
| Salix alba L. - salgueiro                                    | 60 a 240 mg de salicina (dose diária)                                                                   | comprimido                        | Exótica           | SIM                  |
| Salix alba L. - salgueiro                                    | 60 a 240 mg de salicina (dose diária)                                                                   | elixir                            | Exótica           | SIM                  |
| Salix alba L. - salgueiro                                    | 60 a 240 mg de salicina (dose diária)                                                                   | solução oral                      | Exótica           | SIM                  |
| Schinus terebinthifolia raddi - aroeira                      | 1,932 mg de ácido gálico (dose diária)                                                                  | gel vaginal                       | Nativa            | SIM                  |
| Schinus terebinthifolia raddi - aroeira                      | 1,932 mg de ácido gálico (dose diária)                                                                  | óvulo vaginal                     | Nativa            | SIM                  |
| Uncaria tomentosa (Willd. ex Roem. & Schult.) - unha-de-gato | 0,9 mg de alcaloides oxindólicos pentaclíclicos                                                         | cápsula                           | Nativa            | SIM                  |
| Uncaria tomentosa (Willd. ex Roem. & Schult.) - unha-de-gato | 0,9 mg de alcaloides oxindólicos pentaclíclicos                                                         | comprimido                        | Nativa            | SIM                  |
| Uncaria tomentosa (Willd. ex Roem. & Schult.) - unha-de-gato | 0,9 mg de alcaloides oxindólicos pentaclíclicos                                                         | gel                               | Nativa            | SIM                  |

Fonte da tabela: RELAÇÃO NACIONAL DE MEDICAMENTOS ESSENCIAIS ESSENCIAIS 2022 - MINISTÉRIO DA SAÚDE

## Lista de espécies do RENISUS nativas do Brasil
Anacardium occidentale - caju
Ananas comosus - abacaxi
Apuleia ferrea = Caesalpinia ferrea - pau-ferro brasileiro
Arrabidaea chica - crajiru
Baccharis trimera - carqueja
Bauhinia spp. (B. affinis, B. fortificata, B. variegata) - pata-de-vaca
Bidens pilosa - picão preto
Carapa guianensis - andiroba
Casearia sylvestris - guaçatonga
Copaifera sp. - copaíba
Cordra sp. (C. curassavica, C. verbenacea) - erva-baleeira
Costus sp. (C. scaber, C. spicatus) - cana-de-macaco
Croton sp. (C. cajucara, C. zehntneri)
Dalbergia subcymosa - verônica
Eleutherine plicata - marupazinho
Erythrina mulungu - murungu
Eugenia uniflora ou Myrtus brasiliana - pitanga
Justicia pectoralis - melhoral
Lippia sidoides - alecrim-pimenta
Maytenus sp. (M. aquifolium, M. ilicifolia) - espinheira-santa
Mikania sp. (M. glomerata, M. laevigata) - guaco
Orbignya speciosa - babaçu
Passiflora sp. (P. alata, P. edulis) - maracujá
Polygonum punctatum - erva-do-bicho
Schinus terebinthifolius = Schinus aroeira - aroeira-vermelha
Solanum paniculatum - jurubeba
Solidago microglossa - arnica do Brasil
Stryphnodendron adstringens = Stryphnodendron barbatiman - barbatimão-verdadeiro
Tabebuia avellanedae = Handroanthus impetiginosus - ipê-roxo
Uncaria tomentosa - unha-de-gato
Vernonia sp. (V. ruficoma, V. polyanthes) - assa-peixe

## Potencial fitoterápico de algumas plantas nativas

### Anacardium occidentale– caju
As diversas partes do caju apresentam atividades interessantes para o homem. A casca, flores e folhas apresentam atividade antimicrobiana. O pseudofruto contém vitamina C, antocianinas e polifenóis e apresenta atividade antioxidante.

### Ananas comosus– abacaxi
No abacaxi o que chama atenção é a proteína chamada bromelina, que é capaz de prevenir a formação de edema e diminuição de edema já existente, prevenir a agregação plaquetária, atua como agente antiinflamatório, apresenta aumento da atividade imune contra células tumorais em estudos in vitro, auxilia na digestão, entre diversos outros benefícios.

### Apulea ferreia = Caesalpinia ferreia- pau-ferro brasileiro
O extrato do fruto do pau-ferro é utilizado como cicatrizante, além de apresentar atividades antimicrobianas, anti-inflamatórias, analgésicas e antioxidante. As folhas possuem efeito hipoglicêmico, sendo descritas como potencial fitoterápico a ser usado no tratamento da diabetes mellitus.

### Baccharis trimera– carqueja
Possui potencial antimicrobiano e propriedades digestivas, como analgésico e anti-inflamatório.

### Maytenussp. (M. aquifolium, M. ilicifolia) - espinheira-santa
Possui grande potencial para tratar problemas de gastrite e úlcera gástrica por ter efeito antiácido, antidispéptico e protetor da mucosa gástrica. 

### Mikaniasp. (M. glomerata, M. laevigata) – guaco
Utilizada por décadas no tratamento de doenças respiratórias como asma, bronquite e tosse por apresentar ação broncodilatadora e expectorante. Alguns estudos têm comprovado atividade antimicrobiana, antialérgica, anti-inflamatória, antidiarreica e antifúngica.

### Solanum paniculatum– jurubeba
Estudos demonstram atividade antioxidante, diurético, antiherpético e hepatoprotetor, antidiarreica e anti-inflamatória. O extrato de folhas inibe a replicação do vírus do herpes humano tipo 1. Na medicina popular a jurubeba é usada por propriedades colagoga, colerética, emenagoga, cicatrizante, antianemica e por sua ação geral contra distúrbios gástricos e hepáticos.

### Solidago microglossa- arnica do Brasil
As propriedades medicinais da arnica em sua maioria estão relacionadas a processos inflamatórios. Trabalhos reportaram efeito anti-inflamatório com o extrato aquoso de folhas da arnica. Outros efeitos terapêuticos reportados foram os efeitos hipoglicêmicos e hipolipemiantes do extrato hidroalcoólico das partes aéreas e atividade estimulante gastrointestinal e cicatrizante.

### Vernoniasp. (V. ruficoma, V. polyanthes) - assa-peixe
Utilizada na etnomedicina para o tratamento de várias doenças, como bronquite, pneumonia, tosse persistente, febre, malária, reumatismo, pedras nos rins, distúrbios gástricos, hematomas e luxações.